# さいたま市立田島小学校
さいたま市立田島小学校（さいたましりつ たじましょうがっこう）は、埼玉県さいたま市桜区にある公立小学校。

## 規模
- 2014年度 - 児童数526人20学級（特別学級3）

## 沿革
- 1975年（昭和50年）4月1日 -　浦和市立田島小学校が開校。
- 2001年（平成13年）5月1日 - さいたま市誕生により、さいたま市立田島小学校に改称。
- 2010年（平成22年）4月1日 - 特別支援学級を開設。

## 学区
- 田島5丁目、田島6丁目（1番）、田島7丁目、田島8丁目、田島10丁目
- 松本1丁目、松本2丁目、松本3丁目、松本4丁目
- 内谷1丁目

## 交通
- JR武蔵野線西浦和駅下車、徒歩15分。